# Nadja Mader

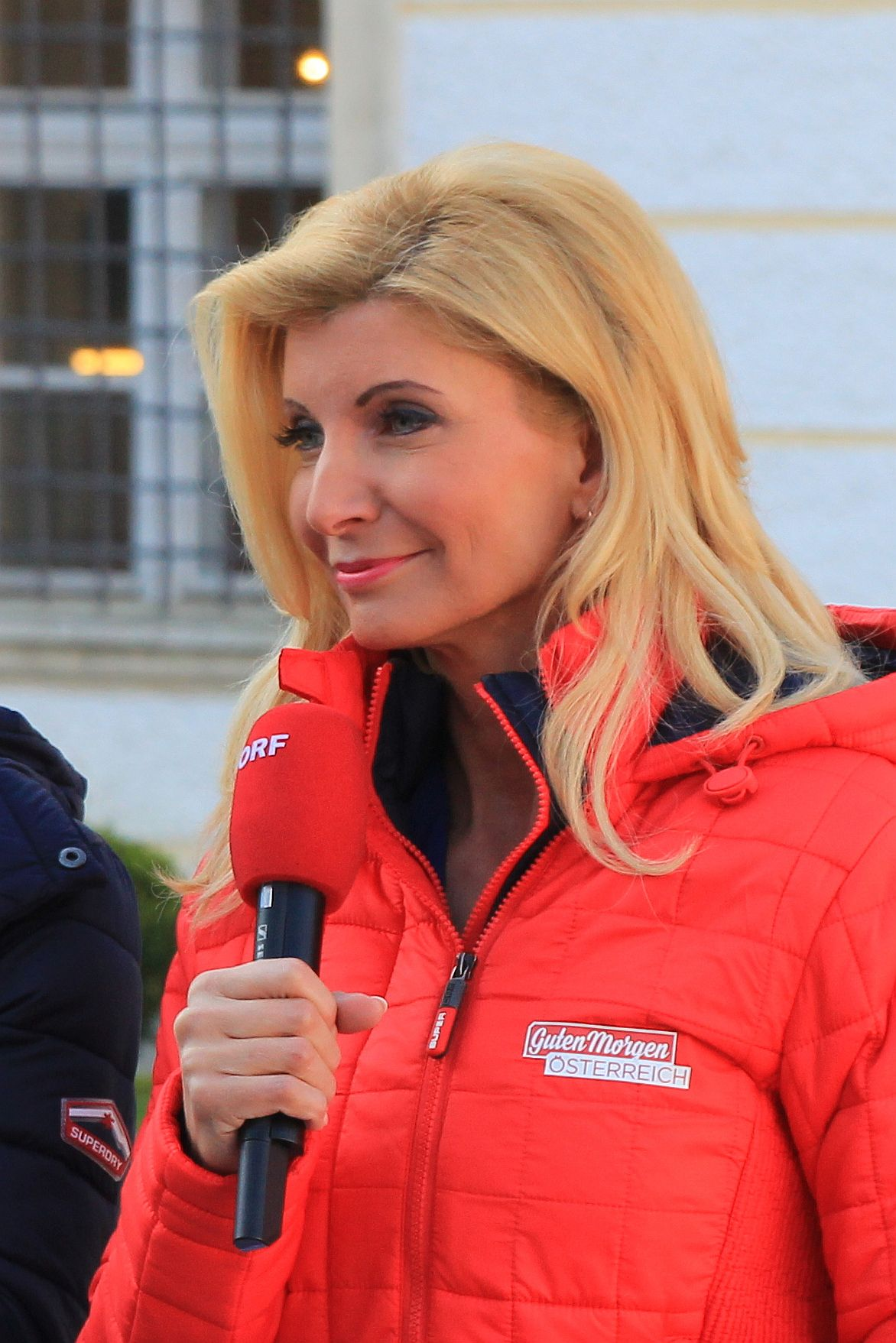
Nadja Mader (2016)

Nadja Mader, bis 2015 auch Nadja Mader-Müller (* 1971 in Wien), ist eine österreichische Fernseh- und Radiomoderatorin.

## Leben und Karriere
Nadja Mader ist mehrsprachig aufgewachsen und spricht Deutsch, Englisch, Französisch, Italienisch, Spanisch und Bulgarisch. Aufgrund diverser Opernengagements ihrer Eltern lernte sie schon in frühen Jahren ganz Europa kennen und erhielt ihre Schulausbildung in Österreich, Deutschland und der Schweiz.
Nach Absolvierung der Matura studierte sie an der Universität für Angewandte Kunst Wien. Nebenbei begann sie ein Jus- und Italienisch-Studium sowie eine Schauspiel- und Sprechausbildung.
1994 gelang ihr nach einem Casting der berufliche Start beim ORF Niederösterreich. Zunächst war sie Reporterin. Seit 1996 ist sie Moderatorin der Fernsehsendung Niederösterreich heute. Seit 2007 leitet sie die Kulturredaktion des Senders.
Seit 1999 moderiert sie gemeinsam mit Radio Nö-Programmchef Karl Trahbüchler jedes Jahr am 24. Dezember (Heiliger Abend) die vierstündigen, live ausgestrahlten Licht-ins-Dunkel-Sendungen im Landesstudio des ORF Niederösterreich.
Von 2002 bis 2007 moderierte sie die Radiosendung Nahaufnahme, in der sie jeweils am Sonntag im Laufe der Jahre mit etwa 300 Prominenten aus Wirtschaft, Kultur, Society und Sport Interviews geführt hat. Mader moderiert neben der aktuellen Fernsehsendung Niederösterreich heute auch das tägliche Radio Niederösterreich Mittagsmagazin und seit 11. April 2016 auch regelmäßig die Morgenschiene Guten Morgen Österreich auf ORF 2, sowie seit 2019 Aktuell nach fünf. Sie ist zudem Moderatorin zahlreicher Galas sowie Kultur-, Gesundheits- und Wirtschaftsevents.
Im Februar 2018 wurde Mader in den Vorstand der United Nations Correspondents Association Vienna (UNCAV) gewählt. Die UNCAV ist der österreichische Zweig der internationalen Vereinigung der UNO-Korrespondenten United Nations Correspondents Association in Wien.

## Familie
Nadja Mader hat zwei Söhne.